# Ahmed Barki
Pour les articles homonymes, voir Barki (homonymie).
Ahmed Barki est un boxeur marocain né le 16 mars 1980 à Casablanca.

## Carrière
Sa carrière amateur est principalement marquée par un titre de champion d'Afrique à Vacoas en 2009 dans la catégorie poids moyens.

## Palmarès

### Jeux olympiques
- Qualifié pour les Jeux de 2012 à Londres, Angleterre

### Championnats d'Afrique de boxe amateur
- Médaille d'or en -75 kg en 2009 à Vacoas, Île Maurice

### Jeux de la Francophonie
- Médaille de bronze en -75 kg en 2009 à Beyrouth, Liban